# 氧-17
氧-17，為氧的一個穩定同位素，拥有8個質子和9個中子，在氧化態為0時有8個電子，氧-17的豐度約為0.039%，約佔地殼含量的0.018%。

## 核反應實驗
於1919年，拉賽福進行了第一次的人為核反應實驗，利用α射線放射物撞擊純氮-14，形成氧-17和氫-1，公式如下:
{\displaystyle {\ce {^{14}_{7}N}}}{\displaystyle {\ce {+}}} {\displaystyle {\ce {^{4}_{2}He}}}{\displaystyle {\ce {-> ^{17}_{8}O}}}{\displaystyle {\ce {+}}}{\displaystyle {\ce {^{1}_{1}H}}}